# Grupa montană Iezer-Păpușa-Făgăraș

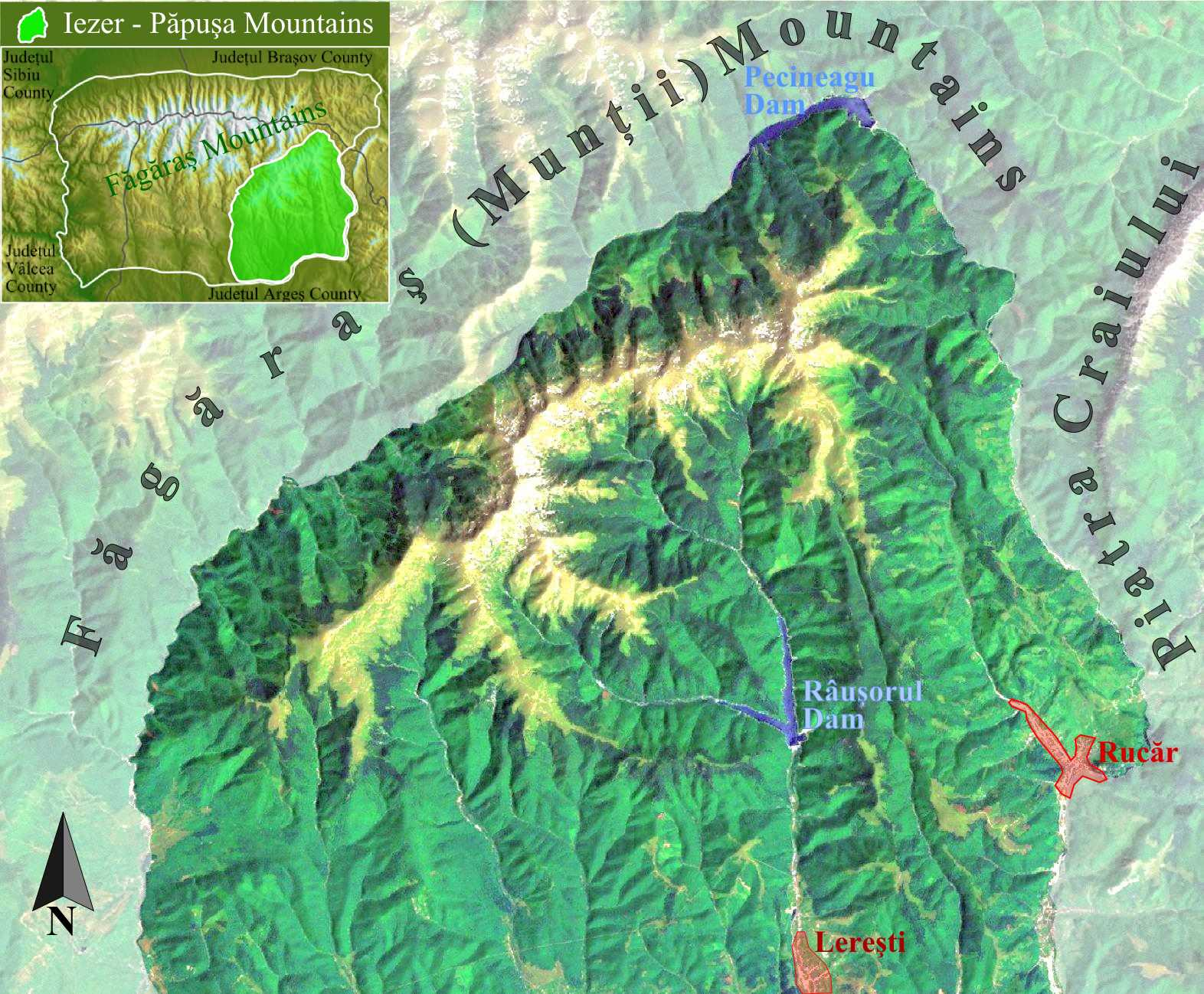
Munții Iezer - Păpușa

Grupa montană Iezer-Păpușa-Făgăraș este grupa majoră estică a Carpaților Meridionali.  Grupa, așa după cum îi arată și numele cuprinde două grupe montane cristaline cu altitudini de 2.400 - 2.500 de m, numite munți, și trei grupe montane (sau sub-grupe montane) cu altitudini de 1.500 - 1.600 de metri, numite masive: 
1. Munții Iezer-Păpușa - cel mai înalt vârf, 2469 m, Vârful Roșu, Munții Iezer-Păpușa
2. Masivul Ghițu - cel mai înalt vârf, 1622 m, Vârful Ghițu, Masivul Ghițu
3. Masivul Frunții - cel mai înalt vârf, 1534 m, Vârful Munțișor, Masivul Frunții
4. Munții Făgăraș - cel mai înalt vârf, 2544 m, Vârful Moldoveanu, Munții Făgăraș
5. Masivul Cozia - cel mai înalt vârf, 1668 m, Vârful Ciuha Mare, Masivul Cozia, cunoscut și sub numele de Vârful Cozia, Masivul Cozia.

### Cele patru grupe montane majore ale Carpaților Meridionali
- Grupa montană Bucegi-Leaota-Piatra Craiului, sau grupa extrem estică;
- Grupa montană Iezer-Păpușa-Făgăraș, sau grupa estică;
- Grupa montană Șureanu-Parâng-Lotrului, sau grupa centrală și
- Grupa montană Retezat-Godeanu, sau grupa vestică.8